# Kompossibilität
Kompossibilität (von lateinisch componere, ‚zusammenstellen‘) ist ein philosophischer Relationsbegriff, der besagt, dass verschiedene Substanzen oder Propositionen zugleich möglich, also hinsichtlich ihrer realen Möglichkeit verträglich sind. Nach Gottfried Wilhelm Leibniz, der diesen Begriff prägte, ist nicht alles (vom Menschen) Denkbare auch tatsächlich kompossibel; die Welt allerdings (die nach Leibniz die beste aller möglichen Welten ist), ist Inbegriff alles Kompossiblen.